# Miles Fisher
Miles Fisher (ur. 23 czerwca 1983 w Dallas w stanie Teksas) – amerykański aktor filmowy i telewizyjny, a także muzyk.
Jest synem biznesmena Richarda W. Fishera oraz Nancy Miles Collins, a także absolwentem Uniwersytetu Harvarda.
Karierę filmową rozpoczął w wieku lat sześciu. Wystąpił m.in. w filmach Generałowie (Gods and Generals, 2003), Oszukać przeznaczenie 5 (Final Destination 5, 2011) i Dlaczego mi nie powiedziałeś? (Me Him Her, 2015). W komedii Superhero (Superhero Movie, 2008) zagrał parodię Toma Cruise’a.